# Mandevilla torosa
Mandevilla torosa là một loài thực vật có hoa trong họ La bố ma. Loài này được (Jacq.) Woodson mô tả khoa học đầu tiên năm 1932.